# Hemistola contracta
Hemistola contracta là một loài bướm đêm trong họ Geometridae.